# Eloy Matute
Eloy Matute Urbano (Armilla, Granada, 6 de abril de 1944) es un exfutbolista español que se desempeñaba como delantero.

## Clubes
| Club              | País   | Año       |
| ----------------- | ------ | --------- |
| Granada C. F.     | España | 1962-1967 |
| Sevilla F. C.     | España | 1967-1972 |
| R. C. D. Mallorca | España | 1972-1973 |
| Cádiz C. F.       | España | 1973-1975 |